# Birgit Herden
Birgit Herden (* 1969) ist eine deutsche Biochemikerin, die seit 2000 auch als Autorin, Übersetzerin, Lektorin und Journalistin tätig ist.

## Leben und Wirken
Birgit Herden studierte von 1990 bis 1995 Biochemie an der FU Berlin. In den Jahren 1994 und 1995 war sie als wissenschaftliche Mitarbeiterin am Weizmann Institute of Science in Israel tätig, wo sie sich mit Grundlagenforschung zum Thema Krebsentstehung beschäftigte. Von 1995 bis 1998 erforschte Herden als wissenschaftliche Mitarbeiterin an der Albert-Ludwigs-Universität Freiburg den Bereich „Stress bei Pflanzen“ und promovierte 1998. Im selben Jahr ging sie nach Berlin und gründete dort die Buchhandlung Otherland, die sie bis 2013 führte.
Von 2000 bis 2018 war Herden Autorin für die Süddeutsche Zeitung, Technology Review, P.M., Die Zeit, Zeit Wissen und andere. Zudem arbeitete sie in den Jahren 2007 und 2008 als Redakteurin für Wissenschaft bei Vanity Fair. Von 2018 bis 2022 war Herden Redakteurin im Ressort „Wissen“ bei WeltN24. Sie arbeitet derzeit beim Tagesspiegel in Berlin als stellvertretende Ressortleiterin des Wissenschaft-Ressorts. 

## Auszeichnungen
- 2008: Wyeth-Journalistenpreis für Biotechnologie, zweiter Platz
- 2012: Kurd-Laßwitz-Preis für die beste Übersetzung zur Science-Fiction ins Deutsche
- 2014: Publizistikpreis der GlaxoSmithKline-Stiftung
- 2014: Journalistenpreis der Deutschen Gesellschaft für Ernährung

## Schriften (Auswahl)
Artikel
- Wie gefährlich ist das veränderte Virus in England? In: Welt+ vom 21. Dezember 2020.
- In: Das sind die Risiken der neuen Impfstoffe. In: Welt+ vom 17. Dezember 2020.
- Wir müssen uns jetzt auf die besonders gefährlichen Fälle konzentrieren. In: Welt+ vom 23. November 2020.
- Liebe Forscher, könnt ihr mich überzeugen, dass Tierversuche notwendig sind? In: Zeit Wissen. Nr. 5/2017.
- Ganz schön langweilig! In: Zeit Wissen. Nr. 6/2012.
- Die Macht der Musik. In: Zeit Wissen. Nr. 1/2012.

Übersetzungen aus dem Englischen
- Annalee Newitz: Autonom. S. Fischer, 2018, ISBN 978-3-596-70258-9.
- Adrian Tchaikowski: Die Kinder der Zeit. Heyne, 2018, ISBN 978-3-453-31898-4.
- Joseph Fink, Joffrey Cranov: Der lächelnde Gott. Klett-Cotta, 2018, ISBN 978-3-453-31898-4.
- Jonathan Maberry: V-Wars. Die Vampirkriege. S. Fischer, 2019, ISBN 978-3-596-70458-3.